# 月刊音楽の世界
『月刊 音楽の世界』（げっかん おんがくのせかい）は、日本の月刊誌であり、日本音楽舞踊会議の機関誌である。1962年創刊。1964年、同じく1962年に創立された文化団体日本音楽舞踊会議の機関誌となり、以後、一度も休刊することなく2015年まで月刊誌として発行された。2015年以降は季刊誌として発行されている。
「音楽家が自らが作るマンスリージャーナル」をスローガンとして掲げ、社会に向けて発言し続けながら、「音楽史の証言者」としての立場を保ち、国立国会図書館等公共機関にも納め、貴重な記録を後世に残し続けている。

## 沿革
- 1962年9月 - 創刊
- 1963年10月 - 第三種郵便物認可
- 1964年1月 - 日本音楽舞踊会議の機関誌化

- 1971年8月 - 通巻100号
- 1980年4月 - 通巻200号
- 1989年5月 - 通巻300号
- 1998年6月 - 通巻400号
- 2008年7月 - 通巻500号